# 田中諭吉
田中 諭吉（たなか ゆきち、1901年（明治34年）1月29日 - 1970年（昭和45年）9月5日）は、日本のプランナー、画家、書家。

## 人物
福岡市博多川端町の陶磁器店に生まれる。名前は、田中の誕生日から5日後に亡くなった福澤諭吉にちなんでつけられた。16歳で父を亡くし、絵画を独習する。1928年（昭和3年）福岡日日新聞社（現在の西日本新聞社）に入社、絵画部に所属。同僚に漫画家の長谷川町子がいた。新聞記事に付けるスケッチを描く仕事であったが、その後企画広告部門に移った。
太平洋戦争終結後の1945年、西日本新聞社の郷土再建活動案として西鉄福岡駅付近に商店街を建設することを企画、これを元に新天町が誕生したとされる。
1961年1月に西日本新聞を定年退職し、その後は広告代理店の西広、大広に勤務した。この時期、1961年2月に節分の櫛田神社におたふく面を「福くぐり」として設置したのをはじめ、博多祇園山笠での「集団山見せ」（1962年開始）、櫛田神社の常設山笠、太宰府天満宮の曲水の宴（1963年開始）など、地域の催事について企画提案をおこない、実現させている。1970年、69歳で逝去。

## エピソード
- 若い頃から頭髪が薄く、自らの頭を「光頭無毛文化財（こうとうむけいぶんかざい）」と称し、有無庵（ゆうもあん）と号した[1]。
- 独学で学んだ絵は、企画に活かされると共に、さまざまな絵画作品も残している。
- 書にも長けており、歌舞伎で使用される勘亭流の名手でもあった。

## 主な業績
- 新天町（福岡県福岡市）戦後復興の企画[5]
- 博多祇園山笠（福岡県福岡市）「集団山見せ」の企画
- 博多祇園山笠（福岡県福岡市）「常設山笠」の企画
- 太宰府天満宮（福岡県太宰府市）曲水の宴の企画
- 櫛田神社（福岡県福岡市）「節分おたふく面」の企画
- 櫻井神社（福岡県糸島市）「二見浦夫婦岩」の企画
- 筥崎宮（福岡県福岡市）「放生会灯篭」の企画
- 光雲神社（福岡県福岡市）「謡鶴」の企画
- 宗像大社（福岡県宗像市）「交通安全祈願」の企画（戦前）
- 「博多仁和加振興会」発起人・企画・運営
- 「九州漫画協会」発起人・企画・運営
- 興宗禅寺（福岡市南区寺塚）所蔵　「赤穂浪士掛軸」の揮毫

## 主な著書
『企画奥の手』1961年 積文館

## メディア

### 企画展
2013年4月 博多町家ふるさと館 『戦後の福岡・博多を元気にしたアイデアマン 光頭無毛文化財 田中諭吉展』

### テレビ
1987年7月 RKB『朝の情報BOX』広告イベントのパイオニア 田中諭吉
2005年1月NHK『福岡いちばん星』新日本紀行
2015年7月  RKB『豆ごはん』 福岡VS北九州 今夜決着！偉人対決
2020年4月 KBC 『温故知新 九州スピリット』福岡のアイデアマン・田中諭吉

### 情報誌
2016年2月  アクロス福岡 情報誌『ACROS』福岡クリエーター人物列伝 田中諭吉
2020年12月  FUKUOKA NOW 時代を明るくしたアイデアマン、田中諭吉